# Saint-Priest-Palus
Saint-Priest-Palus är en kommun i departementet Creuse i regionen Nouvelle-Aquitaine i de centrala delarna av Frankrike. Kommunen ligger i kantonen Bourganeuf som tillhör arrondissementet Guéret. År 2022 hade Saint-Priest-Palus 55 invånare.

## Befolkningsutveckling
Antalet invånare i kommunen Saint-Priest-Palus
Referens:INSEE